# Prix Science et Défense
Le prix Science et Défense de la Direction Générale de l'Armement (DGA) récompense les personnes « ayant contribué de façon éminente, par des travaux de recherches, à l’avancement des sciences et des techniques dans les domaines intéressant ou susceptibles d’intéresser la défense ». Il a été créé en septembre 1983. Il est décerné par la mission pour la recherche et l'innovation scientifique de la DGA. Les lauréats sont choisis sur proposition d'un jury scientifique qui a été présidé successivement par Louis Néel (1984-1991), René Pellat (1992-2003) et Pierre-Louis Lions (depuis 2004).

## Lauréats
- 1984 Raymond Besson (Université de Besançon)[3], Pierre Faurre (Sagem)[4].
- 1985 Jean-Jacques Frey (CEA), Joseph Mariani (CNRS)[5], Jean-René Costet (Crouzet)[6].
- 1986 Pierre Berton, Gérard Laruelle et Philippe Cazin (ONERA)[7].
- 1987 Claude Gautelard (IUT Cachan)[8].
- 1988 Christophe Salomon (CNRS)[9].
- 1989 Michèle Leduc (CNRS)[10].
- 1990 Georges Guernet et Bertrand Schaub (CEA)[11].
- 1991 Marie-Lise Chanin (CNRS)[12].
- 1993 Tasadduq Khan (ONERA)[7].
- 1994 Didier Besnard (CEA)[13], Michel Jouvet (CNRS)[14][réf. à confirmer], Claude Milhaud (SSA)[15].
- 1995 Paul Kuentzmann (ONERA)[7], Frédéric Guichard (DxO Laboratories)[16].
- 1996 Jean-Michel Morel (Université Paris-Dauphine)[17], Lionel Moisan (ENS Cachan)[18], Thierry Cohignac, Frédéric Guichard et Christian Lopez (CNRS).
- 1997 Didier Raoult (AP-HM)[19].
- 1999 Gérard Berry (CNRS)[20], Pierre De Mey-Frémaux (CNRS)[21].
- 2000 Michel Bruel (CEA), Pierre Brenner et Michel Pollet (ArianeGroup)[22].
- 2001 Pierre Bétin (SNECMA)[23].
- 2002 Pascal Jagourel, François Lacombe et Gérard Rousset (Observatoire de Paris), Marc Séchaud (ONERA)[7].
- 2003 Benoît Alcoverro, Élizabeth Blanc, Yves Cansi, Alexis Le Pichon et Bernard Massinon (CEA)[24].
- 2006 Jean-Paul Périn (CEA)[25], membres du projet FERMAT (OKTAL-SE, ONERA, Université Toulouse-III-Paul-Sabatier)[26], Richard Saurel (INRIA/Université d'Aix-Marseille)[27].
- 2008 Jacques Stern (Bull)[28].
- 2010 Christian Bordé (CNRS)[29].
- 2011 Christian Brochard et Guillaume Sylvand (Airbus Group), Michel Mandallena et Bruno Stupfel (CEA)[30].
- 2014 Philippe Jacquet (INRIA)[31].